# A nagy csapat
A nagy csapat (eredeti cím: Major League) 1989-ben bemutatott amerikai filmvígjáték, melyet David S. Ward írt és rendezett. Főszereplői Tom Berenger, Charlie Sheen, Wesley Snipes, James Gammon, Bob Uecker, Rene Russo, Dennis Haysbert és Corbin Bernsen.
A 11 millió amerikai dolláros költségvetésből készült film az Egyesült Államokban közel 50 millió dolláros bevételt ért el.
A nagy csapat cselekménye a Cleveland Indians baseballcsapat fikciós változata köré összpontosul. Két folytatása is megjelent: A nagy csapat 2. és A nagy csapat 3., de egyik sem tudta elérni az első film sikerét.

## Cselekmény
Rachel Phelps (Margaret Whitton) Las Vegas-i showgirl az elhunyt férjétől megörökli a Cleveland Indians baseballcsapatot. Phelps utálja Clevelandet és át szeretné költöztetni a csapatot Miamiba. Az Indians a Cleveland városával kötött szerződésében megszabtak egy menekülési záradékot, amely szerint a csapat elköltözhet, ha a nézőszám egy bizonyos szint alá esik. Phelps elhatározza, hogy összeállítja az ország legrosszabb Major League Baseball-csapatát, vezetőedzőnek Lou Brownt (James Gammon), a Toledo Mud Hens alsóbb ligás csapatának vezérét jelöli ki, míg Charlie Donovan (Charles Cyphers) korábbi vezetőedzőt vezérigazgatónak nevezi ki.
A tucsoni tavaszi edzőtábor során a csapat gyenge pontjai nyilvánvalóvá válnak. A csapat egyetlen sztárjátékosa, Roger Dorn (Corbin Bernsen) hármasvédő egoista prima donna, akinek a képességei megkoptak. Eddie Harris (Chelcie Ross) ászdobó szabályokba ütközően idegen anyagokat ken a baseball-labdára a gyengülő karjának kompenzálásaként. Pedro Cerrano (Dennis Haysbert) nagy ütőerejű, vudu-gyakorló kubai játékos képtelen eltalálni a csavart labdákat, ráadásul a hívő keresztény Harrisszel is összeszólalkozik. Jake Taylor (Tom Berenger) veterán elkapó, egykori sztárjátékos az elmúlt néhány évet a mexikói ligában töltötte el, mivel a térdei nem bírták a megerőltetést és annyira legyengültek a dobásai, hogy már a második bázisig sem érnek el.
A két legtöbb figyelmet felhajtó játékos a fiatal Willie Mays Hayes (Wesley Snipes) külsővédő, aki meghívó nélkül egyszerűen besétált a tavaszi edzőtáborba, illetve Rick Vaughn (Charlie Sheen) dobó, aki elítélt bűnöző, és egy kaliforniai börtönből munkavégzés céljából bocsátották szabadon. Hayes messze a csapat leggyorsabb játékosa, azonban az ütései mindig közelre és magasra repülnek. Vaughn 90 mérföld/óránál jóval gyorsabb gyorslabdát is tud dobni, azonban azt képtelen pontosan dobni, amivel kiérdemli a „Vadóc” (angolul: Wild Thing) becenevet. A hozzáállása miatt összeszólalkozik Dornnal, aki ki nem állhatja őt.
A csapat az előre látható esélyeknek megfelelve vesztes sorozattal kezdi a szezont. Lou ekkor rájön, hogy Vaughn labdairányítási problémái a nem korrigált látászavarából erednek. Miután szemüveget kap, Vaughn teljesítménye javul és a csapat elkezd mérkőzéseket nyerni. Mindeközben Taylor megpróbál újra összejönni a volt barátnőjével, Lynn-nel (Rene Russo), noha az már egy másik férfival jegyben jár.
Phelps a csapat teljesítményének váratlan javulásától felmérgesedve megpróbálja demoralizálni őket a csapat által biztosított kényelmi szolgáltatások megszüntetésével. A csapat charterét először egy rozoga propelleres gépre, majd egy öreg buszra cseréli. Ezek után nem javíttatja meg az edzőfelszereléseiket, és még a melegvizet is elzáratja az öltözőben. Mindezek ellenére a csapat továbbra is nyeri a meccseket és már a csoportbajnoki címért való küzdelemhez is egyre inkább közelednek.
Charlie végül elmondja Lounak Phelps tervét. Lou ezután csapattalálkozót hív össze, ahol elmondja, hogy a végeredménytől függetlenül a csapat összes jelenlegi tagja ki lesz rúgva a szezon lezárultával. Taylor szerint, mivel nincs veszteni valójuk, ezért csak a csoportbajnoki cím megnyerésére kellene összpontosítaniuk.
A csapat az alapszakaszt New York Yankeeszel karöltve az élen fejezi be, így egy egymérkőzéses párharcban dől el a bajnokság. Lou úgy dönt, hogy a tapasztaltabb Harris kezdi a mérkőzést Vaughn helyett. Vaughn később lefekszik egy nővel, akiről később megtudja, hogy Suzanne Dorn (Stacy Carroll), Roger felesége, aki azért feküdt le vele, hogy visszavágjon a férjének, aki az egyik győzelmi buli során hűtlen volt.
A Clevelandben megrendezett döntőben a Yankees korai előnyhöz jut, azonban Cerranónak sikerül hazafutásra ütni egy csavartlabdát a mérkőzés kiegyenlítésére. Az utolsó játékrészben a Yankees becseréli Duke Simpsont (Willie Mueller), a „fejvadász” záródobójukat. Az Indiansnek egy váratlan pöcivel sikerül meglepnie a Yankees csapatát és ezzel megnyernie a mérkőzést.
A csapat ujjongása során Dorn állon üti Vaughnt az előző estén történtekért, azonban utána gyorsan fel is húzza, hogy folytathassák az ünnepelést. Taylor megpillantja Lynnt a lelátón, aki már nem viseli az eljegyzési gyűrűjét. Végül egymás karjaiba szaladnak, miközben a város a győzelmet ünnepli.

### Alternatív befejezések
A moziban vetített változatban szerepel az is, hogy Rachel Phelps a megnövekedett nézőszám miatt nem tudja átköltöztetni a csapatot, és a csapat sikerétől bosszús és csalódott. A DVD „Wild Thing” kiadásán egy alternatív befejezés nagyon eltérő jellemábrázolással mutatja Phelpst. Lou összeszólalkozik Phelpsszel a csapat szabotálására irányuló terve miatt, majd bejelenti a felmondását. Phelps ezután elmondja, hogy a Miamiba költözés csak egy csel volt, hogy ezzel motiválja a csapatot, mivel amikor megörökölte az Indianst, az a csőd szélén állt, és nem engedhette meg magának sztárjátékosok leigazolását vagy a drága kényelmi lehetőségek fenntartását. Azt is elmondja Lounak, úgy érzi, hogy ő a megfelelő vezetőedző a szedett-vedett csapat összekovácsolásához. Lou nem mond le, de Phelps megerősíti vele szemben a tekintélyét azzal, hogy azt mondja neki, hogy ha bárkinek is elmeséli a társalgásukat, akkor kirúgja.
Ezt az alternatív cselekménylezárást végül egy tesztvetítés után elvetették, mivel a közönség negatívan reagált Phelps lágyabb ábrázolására. A producerek ennek ellenére a váratlan fordulattal ellátott lezárást részesítették előnyben.

## Szereplők
| Szerep               | Színész          | Magyar hang    | Magyar hang             |
| Szerep               | Színész          | 1. szinkron    | 2. szinkron (2010–2011) |
| -------------------- | ---------------- | -------------- | ----------------------- |
| Jake Taylor          | Tom Berenger     | Jakab Csaba    | Jakab Csaba             |
| Ricky „Vadóc” Vaughn | Charlie Sheen    | Csuja Imre     | Czvetkó Sándor          |
| Roger Dorn           | Corbin Bernsen   | Balázsi Gyula  | Orosz István            |
| Rachel Phelps        | Margaret Whitton | Tallós Rita    | Balogh Anikó            |
| Lou Brown            | James Gammon     | Kránitz Lajos  | Végh Ferenc             |
| Lynn Weslin          | Rene Russo       | Csere Ágnes    | Csere Ágnes             |
| Harry Doyle          | Bob Uecker       | Melis Gábor    | Csuha Lajos             |
| Willie Mays Hayes    | Wesley Snipes    | Forgács Péter  | Forgács Péter           |
| Charlie Donovan      | Charles Cyphers  | Szalai Imre    | Berzsenyi Zoltán        |
| Eddie Harris         | Chelcie Ross     | Szokolay Ottó  |                         |
| Pedro Cerrano        | Dennis Haysbert  | Bognár Zsolt   | Papucsek Vilmos         |
| Pepper Leach         | Andy Romano      | Horányi László |                         |
| Cooper Vaughn        | Kip Powers       |                |                         |
| Duke Temple          | Steve Yeager     |                |                         |
| Clu Haywood          | Pete Vuckovich   |                |                         |
| Duke                 | Willie Mueller   |                |                         |
| Suzanne Dorn         | Stacy Carroll    |                | Sallai Nóra             |
| Jeremy Keltner       | Todd Johnson     |                |                         |
| Indians-rajongó      | Neil Flynn       |                |                         |
| Indians-rajongó      | Ed Grode, Jr.    |                |                         |
| sportriporter        | Marc Daniloff    |                |                         |

## A film készítése

### Forgatás
A film nyitó képsorai komor kék galléros képeket mutatnak be Clevelandről, melyeket Randy Newman Burn On című dalával festenek alá. Ez óda arra a napra, amikor az erősen szennyezett Cuyahoga folyó lángra kapott Clevelandben.
A film tavaszi edzőtáboros jeleneteinek nagy részét az arizonai Tucson városában található Hi Corbett Fielden, a Cleveland Indians 1947–1992 közötti tavaszi stadionjában vették fel. Az Arizonai Egyetem baseballcsapatának, Wildcatsnek több tagja is statisztaként vett részt a filmben.
Annak ellenére, hogy a film Clevelandben játszódik, mégis elsősorban Milwaukee-ban forgatták az olcsóbb bérek miatt, illetve mivel a producerek nem tudtak a Cleveland Indians és a Cleveland Browns menetrendje között forgatni. A Milwaukee County Stadium, a Brewers, illetve szezononként három mérkőzés erejéig a Green Bay Packers otthoni stadionja szolgált a Cleveland Stadiumként, azonban több külső felvétel is szerepel a filmben a Cleveland Stadiumról, köztük néhány légifelvétel, melyeket egy Indians-mérkőzés során vettek fel. A stadion eredményjelzőjén is a WTMJ, Milwaukee NBC-társtelevízióadójának a jele látható. A film egyik záró jelenetét a Nyugat-Milwaukee-ban található legendás 4th Base étteremben forgatták; az egyedi patkó alakú bárpultjuk az ünneplési képsorok alatt látható. Egy másik éttermi jelenetet az akkor Gritz Pazazz nevű helyen, Milwaukee északi oldalán vették fel. Azóta mindkét épületet lebontották, a County Stadium játékterén a little league játékokon használt Helfaer Field áll, az egykori stadion többi részén a Brewers új otthonának, a Miller Parknak a parkolója található, míg a Cleveland Browns új stadionja, a kizárólag amerikai futball-játékokra használt FirstEnergy Stadium az elődje helyén helyezkedik el.

### Szereplőválogatás
A filmben számos később világhírűvé vált színész is játszik: Snipes és Russo a film megjelenése előtt viszonylag ismeretlenek voltak, míg Haysbert mielőtt a 24 című televíziós sorozatban David Palmer amerikai elnököt alakította, azelőtt Pedro Cerrano volt a legismertebb szerepe. Az alkalmanként az eseményeket kommentáló dokkmunkást, akit a végső ünneplési jelenetben egy bárban lehet látni, Neil Flynn alakítja, aki később Dokik című televíziós sorozatban „A mindenes” szerepe révén vált ismertté. A nagy csapat volt Flynn első jegyzett filmszerepe.
A filmben több visszavonult Major League-játékos is szerepel, köztük Pete Vuckovich, az Amerikai Liga 1982-es Cy Young-díjának nyertese, aki Clu Haywood Yankees-egyesvédőt alakítja, Willie Mueller egykori Milwaukee Brewers-kezdődobó, aki Duke Simpson Yankees-záródobót alakítja, valamint Steve Yeager egykori Los Angeles Dodgers-elkapó, aki Duke Temple hármasbázis-edzőt alakítja. Bob Uecker egykori elkapó és a Brewers kommentátora Harry Doyle Indians-kommentátort alakítja. Számos periférikus játékost a stábtagokról neveztek el.
Sheen a középiskolai csapatában maga is dobójátékos volt. A nagy csapat forgatásakor a gyorslabdáját 85 mérföld/órás sebességgel tudta dobni. Sheen 2011-ben beismerte, hogy közel két hónapig szteroidokat szedett, hogy javítsa az atlétikai adottságait a filmhez.

## Megjelenés

### Fogadtatás
Az Amerikai Egyesült Államokban a bevételeket tekintve az első helyen nyitott a film és általánosságban kedvező kritikai fogadtatásban részesült. 40 kritika alapján 83%-os „friss” értékelést ért el a Rotten Tomatoes weboldalon, az átlagpontszám 6,5/10. A konszenzus szerint „A Major League ugyan lehet, hogy kiszámítható és sablonos, azonban a forgatókönyv könnyű, bolondos humora – a jól elkészített sport-akciójelenetekről és a vicces előadásokról nem is beszélve – mégis talpra állítja.”

### Díjak
A film a következő listákban szerepel az Amerikai Filmintézet adatbázisa szerint:
- 2008: AFI’s 10 Top 10:
  - Jelölt sportfilm[14]

## Hatása
Amikor Mitch Williams 1989-ben leszerződött a Chicago Cubs csapatával, az extravagáns dobómozdulataival és a gyakori vad dobásaival kiérdemelte a „Wild Thing” becenevet. A filmhez hasonlóan a Wrigley Field orgonistája a Wild Thing című dalt játszotta Williams pályára lépésekor. Williams néhány évvel később, 1993-ban elkezdte a 99-es számot, ugyanazt a számot hordani a mezén, mint Vaughn a filmben.
A nagy csapat a megjelenése utáni években számos profi baseballjátékos és kommentátor kedvelt filmje lett, és a mérkőzések közvetítésekor gyakran utalnak is rá. Példának okáért 2014-ben, a film bemutatásának huszonötödik évfordulóján David Ross Major League-elkapó egy egyszemélyes tisztelgést készített a filmről, melyben többek között Ross alakítja Lou Brown, Pedro Cerrano, Willie Mays Hayes, Rick Vaughn és Roger Dorn szerepét is. A gyűjthető kártyákat gyártó Topps a 2014-es „Archives” sorozatában az 1989-es alapkészletet mintázva Roger Dorn, Jake Taylor, Eddie Harris, Rachel Phelps, Rick Vaughn és Jobu baseballkártyákat adott ki, ezzel megünnepelve a film bemutatásának huszonötödik évfordulóját.
2017-ben az Arizonai Egyetem férfi baseballcsapata, a Wildcats paródiát készített a filmről, melyet a csapat akkori stadionjában, a tucsoni Hi Corbett Fielden vettek fel. A Hi Corbett a Cleveland Indians tavaszi stadionja volt 1947. és 1992. között. A rövidfilm főszerepében Matt „Mays” Frazier külsővédő áll, aki Snipes Willie Mays Hayes szereplőjét alakította. Rick „Vadóc” Vaughnt és Roger Dornt is kifigurázták, Lou Brown Indians-edző szerepét Jay Johnson Arizona-vezetőedző vállalta magára.
A nagy csapat a valódi Cleveland Indians és maga a város inspirációja lett, a hosszú ideig fennálló clevelandi sportátokra tekintettel, amely során a város 1964. és 2016. között semmilyen sportbajnokságot sem tudott elnyerni. 2016-ban Cleveland Cavaliers 46 éves fennállása során először tudta elhódítani a National Basketball Association bajnoki címét. Ugyanebben az évben az Indians is bejutott a World Seriesbe, ahol azonban a szintén „megátkozott” Chicago Cubs csapatával szemben alulmaradtak. Az Indians 1995. és 2016. között három alkalommal is bejutott a World Seriesbe, azonban mind a három alkalommal ki is kapott.

### Videójáték-adaptáció
A film alapján a Lenar egy sportjátékot is fejlesztett, melyet az Irem jelentetett meg 1989-ben Japánban, kizárólag Nintendo Entertainment System otthoni videójáték-konzolra.

### Jobu
2015-ben, nem sokkal a film bemutatásának huszonötödik évfordulója után a „The Jobu Lifestyle” nevű vállalat Jobut, Pedro Cerrano vudubabáját mintázó figurákat kezdett el forgalmazni. A figurák csomagolása Cerrano öltözőszekrényét mintázza, ahol Jobu szentélye volt kialakítva.
A 2017-es World Baseball Classic során Cody Decker, az izraeli válogatott külsővédője Jobut a csapat kabalájához, „mencs a kispadonhoz” (Mensch on a Bench), egy öt láb magas plüssfigurához hasonlította, ami úgy néz ki, mint egy rabbi vagy haszid zsidó: „Ő egy kabala, egy barát, egy csapattárs, már-már egy istenség a csapatunk számára… Sokat tesz hozzá a csapathoz… Minden csapatnak szüksége van a Jobujára. Ő volt a mienk. Saját öltözőszekrénye volt, és még adományokat is tettünk felé: Manischewitz, gelt és gefilte hal… Egyszerre mindenhol ott van és sehol sincs. A fizikai helyzete lényegtelen, mivel magasabb metafizikai síkokon létezik. De mindig a közelben van.”

## Folytatások
A film sikerének hála két folytatást is gyártottak, habár egyik sem tudta megismételni az eredeti sikerét. A nagy csapat 2.-höz Wesley Snipest kivéve a szereplőgárda legtöbb tagja visszatért, és a cselekménye a következő szezonra és az előző szezon játékosokra gyakorolt hatására összpontosul. A nagy csapat 3.-ban Corbin Bernsen ismét szerepet kapott, azonban ez alkalommal a Minnesota Twins tulajdonosaként, amint megpróbálja fellendíteni a Twins Triple-A szintű csapatát, a Salt Lake Buzzt. 2010-ben arról számoltak be, hogy David S. Ward, az első két epizód írója és producere egy lehetséges harmadik folytatáson dolgozik, amely figyelmen kívül hagyná a harmadik részt. Charlie Sheen, Tom Berenger és Snipes visszatért volna a szerepébe, a cselekmény Rick Vaughn körül forgott volna, amint egy fiatal játékos pályafutását segítené. 2015-ben a Morgan Creek Productions bejelentette, hogy a folytatás még mindig készül.

## Reboot
2017-ben, a The Exorcist televíziós sorozat sikere után a Morgan Creek bejelentette, hogy rebootolni fogja az 1980-as és az 1990-es években bemutatott klasszikus televíziós sorozatait és filmjeit. Ekkor már több filmsorozat is a tervezés korai szakaszában állt, köztük a Young Guns, A nagy csapat és az Ace Ventura is.

## Fordítás
- Ez a szócikk részben vagy egészben  a   Major League (film) című angol Wikipédia-szócikk ezen változatának fordításán alapul.  Az eredeti cikk szerkesztőit annak laptörténete sorolja fel. Ez a jelzés csupán a megfogalmazás eredetét és a szerzői jogokat jelzi, nem szolgál a cikkben szereplő információk forrásmegjelöléseként.